# Bruceina
Bruceina is een geslacht van weekdieren uit de klasse van de Gastropoda (slakken).

## Soorten
- Bruceina chenoderma (Barnard, 1963)
- Bruceina cognata (B. A. Marshall, 1988)
- Bruceina eos (B. A. Marshall, 1988)